# Magnoteuthis
Magnoteuthis is een geslacht van inktvissen uit de  familie van de Mastigoteuthidae.

## Soorten
- Magnoteuthis magna (Joubin, 1913)
- Magnoteuthis microlucens (Young, Lindgren & Vecchione, 2008)
- Magnoteuthis osheai Braid & Bolstad, 2015